# Mostniki
Mostniki (niem. Neubrück) – mała osada leśna w Polsce położona w województwie lubuskim, w powiecie strzelecko-drezdeneckim, w gminie Dobiegniew.
W osadzie znajduje się ceglana leśniczówka z początku XX wieku - obiekt piętrowy, podpiwniczony na planie prostokąta, wykończony licowaną cegłą, z murowanym gankiem od frontu. Ma tu siedzibę Obwód Ochronny Kamienna. Oprócz tego na terenie osady funkcjonuje gospodarstwo agroturystyczne.
W latach 1975–1998 miejscowość administracyjnie należała do województwa gorzowskiego.